# Jose Puthenveettil
Jose Puthenveettil (ur. 4 kwietnia 1961 w Edappally) – indyjski duchowny syromalabarski, od 2013 biskup pomocniczy Ernakulam-Angamaly.

## Życiorys
Święcenia kapłańskie przyjął 26 grudnia 1987 i został inkardynowany do archieparchii Ernakulam-Angamaly. Był m.in. sekretarzem arcybiskupa większego, pracownikiem kilku seminariów, syncelem i protosyncelem archieparchii.
23 sierpnia 2013 otrzymał nominację na biskupa pomocniczego Ernakulam-Angamaly oraz biskupa tytularnego Rusubbicari. Chirotonii biskupiej udzielił mu 21 września 2013 kard. George Alencherry, zwierzchnik Kościoła syromalabarskiego.